# Oda Krohg
Oda Krohg, født Othilia Pauline Christine Lasson (11. juni 1860 i Horten i Vestfold - 19. oktober 1935 i Oslo) var en norsk maler. Hun debuterede på Høstutstillingen i Oslo i 1886 med maleriet Ved Christianiafjorden (Japansk lykt). Hun var en del af kredsen omkring Kristiania-Bohêmen og giftede sig i oktober 1888 med en af gruppens anden centrale skikkelser, maleren og forfatteren Christian Krohg.

## Familie
Oda Krohg var født Othilia Pauline Christine Lasson, som datter af regeringsadvokat Christian Lasson og Alexandra von Munthe af Morgenstierne. Hun var en af i alt ti søskende. Blandt disse var broderen Per Lasson og søstrene Bokken og Alexandra Lasson de mest centrale i hendes liv. Oda giftede sig i 1881 med forretningsmanden Jørgen Marianus Flood Engelhart (1852–1921) og fik to børn med ham. Hun flyttede fra Engelhart i 1883, og blev formelt skilt fra ham i 1888. I 1885 blev hun elev af Erik Werenskiold og Christian Krohg. Hun giftede seg med Krohg i oktober 1888. Oda og Christian fik i 1885 datteren Nana og i 1889 sønnen Per, som også blev en kendt maler. I perioden 1901-1909 boede familien i Paris, og også 1890-årene var præget af udenlandsophold.

## Karriere
Oda Krohg er kendt for landskabsbilleder som "Ved Christianiafjorden (Japansk lykt)" (1886) og "Ved engen (Kinesisk lykt)" (1889), og andre arbejder som "En abonnent på Aftenposten" (1887), "Fra festen" (1892), "Rouge et Noir" (1912) og det muntre "Christian Krohg på Karl Johan" (1912). Hun malede også portrætter af blandt andre Aasta Hansteen, Ivar Arosenius, Gunnar Heiberg, Johanne Dybwad og Christian Krohg.
Oda var en central skikkelse i den modkulturelle bevægelse Kristiania-bohemen i 1880- og 1890-erne. Billedet af "bohem-prinsessen" har imidlertid til tider overskygget indtrykket af en kompetent kunstner. På Edvard Munchs ætsning "Kafeinteriør" (1893) er Oda omgivet af bohemerne og tilknyttede mænd: Munch, Christian Krohg, Jappe Nilssen, Hans Jæger, Gunnar Heiberg og Jørgen Engelhart. Oda skal have haft et forhold til i alt fire af disse mænd: Engelhart, Jæger, Heiberg og Krohg. I bogen Syk Kjærlighet (1893) skildrede Hans Jæger et trekant-forhold, hvor Jæger følte stærk kærlighed til en kvinde, som skulle giftede sig med en maler. Oda skal have været model for kvinden, og bogen skildrer forholdet mellem Jæger, Oda og Christian sommeren og efteråret 1888.
Oda Krohg havde et ønske om at skrive, men udgav kun lidt.
Krohgs liv er beskrevet i Ketil Bjørnstads roman Oda! (1983). Hun er begravet på Æreslunden i Vår Frelsers gravlund i Oslo.
Hendes kunst indgår i kunstudstillingen Against All Odds – Historiske kvinder og nye algoritmer på Statens Museum for Kunst, 2024.

## Billedgalleri
- En japansk lanterne, 1886, Nasjonalgalleriet.
- Christian Krohg